# ニッコク
株式会社ニッコク（英: NIKKOKU CORPORATION.）は、水道メーターの製造販売を主な業務とする日本の企業である。
1999年から2025年までは同社会長であった御法川法男（みのもんた）のマネジメントを担当していた。

## 概要
みのもんたの芸能事務所「オフィスモンタ」（昭和54年12月設立）が、1999年（平成11年）10月、実父の御法川正男（ニッコク元会長・2005年（平成17年）1月29日没）が経営していた水道メーター製造販売会社「日国工業」を吸収し現社名となり、現在に至っている。
前身の日国工業は御法川易蔵、恒蔵、倉蔵の3兄弟により1940年（昭和15年）に設立された。工場は王子にあって、もとは医者の屋敷で待合室が事務室になり診察室が製図室となっていた。はじめは王子鉄工所の下請けなどをしていた。戦中戦後直後は機械ならコンクリートのミキサーからイースト菌の練り出し器などさまざまな仕事に手をつけ、戦災にあった電車の修復や蒸気機関車のスクラップから再製する仕事もしていた。やがて名古屋に移り水道関係の機器製造にかわっていった。
2013年（平成25年）9月、みのの次男（当時日本テレビ社員）が逮捕された際、ニッコク社員は世間から激しい非難を浴びたという。その後、日本テレビから解雇となった次男はみのの計らいでニッコクに再就職した。事件発覚当初、みの自身は次男のニッコクへの再就職について明確に否定していた。しかし、実際には、日本テレビ解雇直後から、社会保険と年金のためと称して、ニッコクに所属させていた。給料は支払っていないと、みのは主張している。
2020年（令和2年）12月、みのが代表取締役会長となり、岸本英二が代表取締役社長となる役員人事を発表した。
2025年3月1日、代表取締役会長である御法川法男（みのもんた）が死去した。専務をしていたみのの次男が社長になった。
長野県諏訪郡下諏訪町と和歌山県岩出市に工場を構えており、岩出市の「関西工場」は第7工場まで存在する。

## 過去の不祥事
2003年（平成15年）、水道メーター談合疑惑で談合に関わったメーカーとして家宅捜索を受けた。それ以前も、摘発を受け処分されていたが、その後も談合を繰り返していたとして公正取引委員会から排除勧告を受けている。
2005年（平成17年）、東京都水道局の入札に関する水道メータ談合事件に係る課徴金納付命令に伴う談合企業を東京都水道局が発表。再びニッコクが談合に関与していた件で東京都から13,941,018円の損害賠償請求（第二次請求）を受けることになった。
2006年（平成18年）、神奈川県の川崎市水道局で、2000年（平成12年）から2002年（平成14年）の間に行われた水道メーター入札に関する談合事件に関与していた企業が、刑事告発を受けた。その結果、ニッコクを含む計8社に対する損害賠償請求が行われた。